# Comté de Madison (Floride)
Pour les articles homonymes, voir Comté de Madison.
Le comté de Madison (Madison County) est un comté américain de Floride. Sa population était estimée en 2020 à 17 968 habitants. Son siège est Madison. Le comté a été fondé en 1827 et doit son nom à James Madison, quatrième président des États-Unis.

## Comtés adjacents
- Comté de Brooks, Géorgie (nord)
- Comté de Lowndes, Géorgie (nord-est)
- Comté de Hamilton (est)
- Comté de Suwannee (sud-est)
- Comté de Lafayette (sud-est)
- Comté de Taylor (sud-ouest)
- Comté de Jefferson (ouest)

## Principales villes
- Greenville
- Lee
- Madison

## Démographie
| Groupe            | Comté de Madison | Floride | États-Unis |
| ----------------- | ---------------- | ------- | ---------- |
| Blancs            | 57,6             | 75,0    | 72,4       |
| Afro-Américains   | 38,8             | 16,0    | 12,6       |
| Autres            | 1,6              | 3,7     | 6,4        |
| Métis             | 1,3              | 2,5     | 2,9        |
| Amérindiens       | 0,5              | 0,4     | 0,9        |
| Asiatiques        | 0,2              | 2,4     | 4,8        |
| Total             | 100              | 100     | 100        |
|                   |                  |         |            |
| Latino-Américains | 4,7              | 22,5    | 16,7       |

Selon l'American Community Survey, en 2010 93,63 % de la population âgée de plus de 5 ans déclare parler l'anglais à la maison, 4,77 % déclare parler l'espagnol, 4,22 % et 1,6 % une autre langue.
| 1830 | 1840  | 1850  | 1860  | 1870   | 1880   |
| ---- | ----- | ----- | ----- | ------ | ------ |
| 525  | 2 644 | 5 490 | 7 779 | 11 121 | 14 798 |

| 1890   | 1900   | 1910   | 1920   | 1930   | 1940   |
| ------ | ------ | ------ | ------ | ------ | ------ |
| 14 316 | 15 446 | 16 919 | 16 516 | 15 614 | 16 190 |

| 1950   | 1960   | 1970   | 1980   | 1990   | 2000   |
| ------ | ------ | ------ | ------ | ------ | ------ |
| 14 197 | 14 154 | 13 481 | 14 894 | 16 569 | 18 733 |

| 2010   | - | - | - | - | - |
| ------ | - | - | - | - | - |
| 19 224 | - | - | - | - | - |

## Violence raciste
Entre 1868 et 1871, 29 Noirs sont assassinés par le Ku Klux Klan.